# Xã Woodside, Quận Otter Tail, Minnesota
Xã Woodside (tiếng Anh: Woodside Township) là một xã thuộc quận Otter Tail, tiểu bang Minnesota, Hoa Kỳ. Năm 2010, dân số của xã này là 277 người.